# Югані Конкка
Югані Конкка (фін. Juhani Konkka; 4 вересня 1904, Конккала, Санкт-Петербурзька губернія — 22 червня 1970, Кугмойнен, Фінляндія) — фінський, інгерманландський письменник, перекладач, сценарист.

## Життєпис
Югані Конкка народився в селі Конккала (фін. Konkkala) поблизу села Токсово Шлиссельбурзького повіту Санкт-Петербурзької губернії (нині Всеволожський район Ленінградської області) в заможній інгерманландській родині. Родова назва будинку — Корвела. Батько — Сімо Конкка, був старостою села, обирався мировим суддею, мати — Катрі Ванганен. Всього в родині було дванадцять дітей, з них п'ятеро померли в дитинстві.
Батько всіляко заохочував читання в своїй багатодітній родині, завдяки йому в будинку завжди було багато книг — від Біблії до Жана-Жака Руссо.
Югані Конкка почав писати вірші фінською мовою у віці 8 років. Він закінчив початкову школу в селі Конккала, а потім Токсовське двокласне училище (земська школа).
Восени 1917 року вступив до одного з петроградських ліцеїв, потім продовжив освіту в Петроградському сільськогосподарському училищі, але не закінчив його, так як після арешту більшовиками батька за те, що той не доніс на свого сина від попереднього шлюбу, який поїхав до Фінляндії і його подальшої власної втечі до Фінляндії, все господарство і турботи про сім'ю лягли на плечі підлітка Югані Конкка, як старшого з чоловіків.
Восени 1919 року мати Югані також була заарештована більшовиками і відвезена до Петрограду, як заручниця до повернення чоловіка. Тієї ж осені в будинок Конкка на правах господарів в'їхали два фінських комуніста.
Потім його батько нелегально повернувся до СРСР, але змушений був переховуватися на артилерійському полігоні, до тих пір, поки Югані не вдалося влаштувати втечу матері із в'язниці. Відразу після цього сім'я Конкка вирушила до Фінляндії лісовими стежками.
Ця чотириденна подорож з малими дітьми на руках, під час якої життя сім'ї піддавалося смертельній небезпеці, докладно описана в автобіографічному романі Югані Конкка «Вогні Петербурга».
Потрапивши до Фінляндії, п'ятнадцятирічний Югані Конкка відразу ж вступив добровольцем до Північно-Інгерманландського полку, яким командував Юрйо Ельфенгрен. У зв'язку з малим віком його взяли ординарцем. Полк розташовувався в Кір'ясало — столиці невизнаної  республіки Північна Інгрія. В цей час його батьки з іншими дітьми намагалися прижитися у Фінляндії в районі раут, де зібралося близько трьох тисяч біженців з Північної Північної Інгрії.
Після укладення Тартуського мирного договору в жовтні 1920 московське більшовицьке керівництво обіцяло всім інгерманландцям амністію і право повернутися до своїх домівок.
На початку червня 1921 року родина Конкка повернулася додому, але без Югані. Він вирішив залишитися у Фінляндії та продовжити освіту. Спочатку Югані навчався в народному училищі Імпілагті, а потім вступив до Сортавальської учительської семінарії.
На початку 1922 року брав участь добровольцем в Карельському повстанні і в бою під Поросозером отримав важке поранення в стегно. Після декількох місяців, проведених в Сортавальському шпиталі, його права нога стала коротша за ліву на кілька сантиметрів і Югані був визнаний непридатним для військової служби.
На Різдво 1923 року Югані нелегально перейшов кордон СРСР, щоб кілька днів побути в колі своєї родини. Однак до цього часу дві його молодші сестри і брат стали активними комсомольцями і прийняли його вороже. Батько намагався приховувати свій страх перед більшовицькою владою і боявся говорити про це вголос.
Це був останній раз, коли Югані бачив рідний дім і своїх батьків. У 1931 році батька і матір з дітьми, Урго і Унелмою, вислали до Сибіру. Старий будинок сім'ї Конкка продали на дрова, а новий перевезли в Токсово і пристосували під друкарню. Старші діти Ееро і Гилма стали членами комуністичної партії. Після двох років заслання матері з дітьми дозволили повернутися з Сибіру, але їхати довелося не додому, а в Карелію (Ругозеро). Батька ж, навпаки, із Західного Сибіру заслали ще далі, в північно-східну Якутію, в район Верхоянська, де він і помер у 1933 році.
На зворотному шляху з СРСР до Фінляндії фінські прикордонники затримали його за підозрою у шпигунстві.
У 1924 році Югані був звільнений. Переїхав до Гельсінкі і вступив на навчання до Вищої журналістської громадської школи (фін. Sanomalehtitutkinto Yhteiskunnallinen korkeakoulu). Навчання в інституті Югані оплачував, працюючи влітку наймитом, сплавником і лісорубом.
У 1927 році закінчив інститут і отримав диплом журналіста.
У 1929 році вийшов у світ його перший роман «Ми, герої» («Me sankarit») під псевдонімом Урго Торікка. У цьому романі він сатирично описав події громадянської війни в Карелії і свою участь в ній, отримавши від критиків епітет «фінський Ремарк».
У 1943 році вийшов автобіографічний роман «Літо» (1943), який став фінським бестселером і витримав ряд перевидань. До серії автобіографічних романів цього часу увійшли також «Кайдани бродяги» (1945), «Школи бродяги» (1946) і «Поневіряння бродяги» (1947). Югані Конкка вельми критично ставився до своєї творчості. У 1947 році він писав:

35 років свого життя я працював над своїм стилем і лише потім спробував наповнити його змістом. У той час, поки у мене його ще не було, я зарозуміло вважав себе письменником. Пізніше, коли мені вже було що сказати, і навчившись писати трохи краще, я став зневажати своє звання письменника, і зараз вважаю, що справжні письменники, ті, яких варто читати, жили в минулі століття; в нашому я таких не знаходжу.

У 1958 році в складі делегації фінських письменників Югані Конкка відвідав Москву, Самарканд та Ленінград. Перебуваючи у Ленінграді, він приїжджав до Токсово в надії відвідати місце, де було його рідне село, але на полігон його не пустили. У тому ж році вийшов його найвідоміший, автобіографічний роман «Вогні Петербурга» (фр. «Pietarin valot»), про його дитинство і юність в революційній Російській імперії.
Крім письменницької праці, Югані Конкка працював редактором видавництва WSOY у 1937—1944 та 1950—1955 роках.
Протягом 1949—1958 років був членом правління Фінської спілки письменників.
Згодом Югані поїхав до Петрозаводська, до своєї рідні, яку не бачив більш сорока років.
Югані Конкка помер 22 червня 1970 року на своїй дачі в містечку Кугмойнен (фін. Kuhmoinen) в Центральній Фінляндії.
Мав троє дітей: Аніту, Урго і Гейккі.
Аніта Конкка теж стала письменницею, авторкою одинадцяти романів і лауреат Державної премії Фінляндії.
Молодша сестра Унелма Конкка (1921—2011) — кандидат філологічних наук, старший науковий співробітник ІЯЛІ КарНЦ РАН, поетеса, прозаїк.

## Галерея
| - Батьки письменника, Конккала, 1929 | - Югані Конкка,1924 | - Аніта Конкка. 2009 р |

## Премії
- Премія імені Мікаеля Агріколи (1961)
- Премія фінляндської письменницької спілки (1962)